# Храм Христовог вазнесења у Алматију
Храм Христовог вазнесења, познат и као катедрала Зенкова (по инжењеру Андреју Павловичу Зенкову), храм је Руске православне цркве. Храм се налази у парку 28 панфиловца у казахстанском граду Алматију. Катедрала је део историјске и културне баштине Казахстана.

## Историја
Због велике православне популације у руском Туркестану и Вернију, као једног од центара централне Азије, у 19. веку од стране епископа туркестанске епархије дошло је до идеје за изградњу храма. Камен темељац освећен је 26. септембра 1903 од епископа туркестанског и Ташкента Пајсија Виноградова. У почетку храм је требало да се зове Света Софија али је пред крај добио име Христовог вазнесења. Грађен је у периоду 1904–1907. под надзором инжењера Андреја Зенкова и градских архитеката Константина Аркадјевича Борисоглебског и Сергеја Константиновича Тропаревског. Конструкција је израђена углавном од дрвета, висине је 54 метра, што храм убраја у други највиши дрвени објекат у свету. Храм је преживео велики потрес 1910. године када је разрушен већи део града. На тај земљотрес данас указује један од крстова који стоји укриво. 
Унутрашњост храма је рад вајара из Москве и Кијева и дели се на три дела: централни простор посвећен је Христовом вазнесењу, јужни део Благовести Богородици а северни део Вери, Нади и Љубави и мајци Светој Софији – заштитника Семиречја. Први протојереј храма је био Алексеј Шавров. 
За време комунизма храм је био прерађен у државни музеј. Враћен је верницима и Богослужју државном одлуком 1995.